# Budaeus György
Budaeus György, Budai György, Budinszky György (Orlová, Szilézia, 1633. április 2. – Szepesszentandrás, 1682 után) evangélikus lelkész.

## Élete
Atyja Budaeus Ádám, ki a magyarországi Budai családból származott, jószágigazgató volt. 1648 októberében Puchóra Trencsén-megyébe küldték szülei iskolába; innét 1649. december 4-én Szenicre, 1650. május 16-án Trencsénbe és 1651-ben ismét Puchóra ment vissza, hol Nigrini János tanítójának egybekelésére üdvözlő verset irt; itt a rhetorikát, nagy katekizmust és a bölcselet elejét tanulta. 1652. június 2-án a nagyszebeni iskolába, 1656. június 29-én pedig Kassára ment; de az ottani levegő rosszul hatott egészségére, azért július 12-én Lőcsére távozott, hol vitatkozott és első cseh prédikációját tartotta. 1661. április 1-jén Boszticra (Baschko v. Basskowa, Ung-megyében) hívták lelkésznek és május 1-jén felavatták; Magyarósdon és Petrócon is lelkészkedett ugyanazon megyében; 1655-ben Vereshalomra (v. Czerweniczára, Sáros megye) ment lelkésznek; innét Herrngrundra (Besztercebánya mellett) távozott, ahol 1672-ig működött, midőn száműzték; előbb Briegben tartózkodott, azután Berlinben. 1682-ben visszajött Magyarországba és Szentandráson (Szepes megye) lett lelkész.

## Művei
- Christiani hominis militia. Berolini, 1674
- Threnodia. abyssum persecutionum et exinde manantem labyrinthum naufragiorum historice plagens. 1690

Két naplót hagyott hátra kéziratban; a kisebbikben életpályáját tárgyalja, a nagyobbikban a magyarországi különböző helyeken történt eseményekről emlékezik.